# Anthephora nigritana
Anthephora nigritana är en gräsart som beskrevs av Otto Stapf och Charles Edward Hubbard. Anthephora nigritana ingår i släktet Anthephora och familjen gräs. Inga underarter finns listade i Catalogue of Life.